# Taller d'Arquitectura - Xemeneia Fàbrica Sanson
El Taller d'Arquitectura - Xemeneia Fàbrica Sanson és un edifici del municipi de Sant Just Desvern (Baix Llobregat) que forma part de l'Inventari del Patrimoni Arquitectònic de Catalunya.

## Descripció
És un edifici on es troba l'estudi de Ricard Bofill, aconseguit en reutilitzar les sitges de formigó de l'antiga fàbrica de ciments Sansón. S'hi realitzaren unes intervencions externes força austeres, on cal remarcar la inspiració "romànica" de les finestres que travessen verticalment les sitges. La seva ubicació enmig de la plantació vegetal li confereix un aspecte romàntic de desconcertant runa, que es recolza a la xemeneia veïna, sageta al cel que estilitza el brutalisme del conjunt.
Entre el Walden 7 i el Taller d'Arquitectura, esdevé la xemeneia industrial de la fàbrica Sansón. Feta de formigó armat, té 92m d'alçada i fou durant força temps la més alta d'Europa d'aquest tipus. De coronació irregular, posseeix una escala de gat per grimpar al cim.

## Història
En el 1921 comença a funcionar la Fàbrica de Ciment Sansón. Els anys 1922, 1929 i 1931 es van realitzar ampliacions de les instal·lacions industrials. Entre el 1975-1976 es rehabilita com a seu del Taller d'Arquitectura.